# Малая Муксалма (посёлок)
Малая Муксалма — посёлок в Архангельской области. В рамках административно-территориального устройства относится к Соловецкому району в рамках организации местного самоуправления входит в состав Соловецкого сельского поселения Приморского района.

## География
Расположен на юго-восточной части острова Малая Муксалма, в 12 километрах по прямой от посёлка Соловецкий, административного центра Соловецкого сельского поселения.

### Часовой пояс
Малая Муксалма, как и вся Архангельская область, находится в часовой зоне МСК (московское время). Смещение применяемого времени относительно UTC составляет +3:00.

## Население
| 2002 | 2010 | 2012 | 2012 |
| ---- | ---- | ---- | ---- |
| 0    | ↗1   | ↘0   | →0   |

Согласно результатам переписи 2002 года население отсутствовало..

## Инфраструктура
В посёлке одна улица — Малая Муксалма. Есть причал.